# Machismo

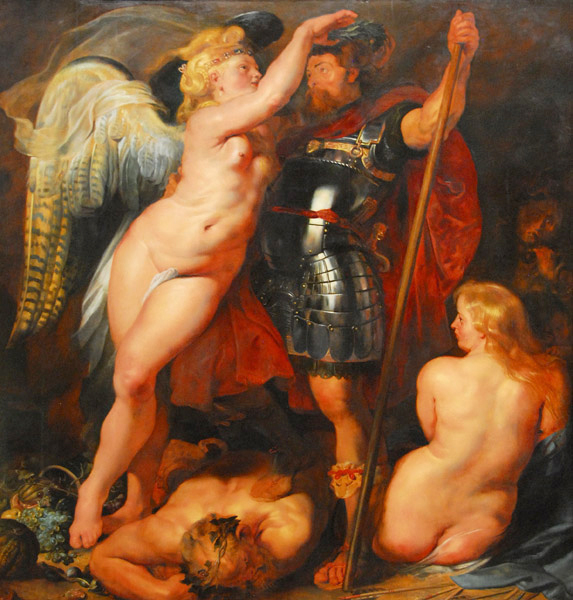
Ukoronowanie bohatera, Peter Paul Rubens

Machismo (także: macho od hiszp. macho – dosł. „samiec”) – mężczyzna przejawiający cechy stereotypowo uznawane za wyznacznik męskości: siłę, władczość, samodzielność, sprawność seksualną, a także wykazujący się odpowiedzialnością za utrzymanie, opiekę i ochronę własnej rodziny. Pojęcie związane jest także z „silnym poczuciem męskiej dumy: przesadną męskością”.
Określenie „macho” ma długą historię zarówno w Hiszpanii, jak i Portugalii oraz jest zakorzenione w językach tych krajów. Początkowo kojarzyło się z ideałem roli społecznej, jaką mężczyźni mieli odgrywać w swoich społecznościach, zwłaszcza w społeczeństwach i krajach iberyjskojęzycznych. Od macho w kulturach iberyjskich oczekuje się, że będą wykazywać się odwagą, męstwem i siłą, jak również mądrością i przywództwem, a ser macho (dosłownie „być macho”) było aspiracją dla wszystkich chłopców.

## Przejawy
Wyobrażenia na temat machismo są różne, podobnie jak gaucho, choć pewne cechy charakterystyczne są dość znane. Machismo opiera się na biologicznych, historycznych, kulturowych, psychospołecznych i interpersonalnych cechach lub zachowaniach. Niektóre z dobrze znanych cech to:
- Pozowanie; przyjmowanie określonej, często nietypowej lub przesadnej postawy ciała, lub sposobu bycia. Muszą rozstrzygać wszystkie spory i różnice zdań przy użyciu przemocy, w przeciwieństwie do dyplomacji. Traktując swoją żonę tak, aby ukazać się jako obojętnego władcę-ochroniarza. Kobiety kochają, mężczyźni zdobywają[4].
- Brawura; skandaliczne przechwałki, nadmierna pewność siebie.
- Dominacja społeczna; jako społeczno-kulturowo zdefiniowana dominacja; macho swagger(inne języki).
- Sprawność seksualna, bycie asertywnym seksualnie. Nieśmiałość jest problemem wspólnym dla wszystkich mężczyzn[5].
- Ochrona własnego honoru. Wiara w ochronę honoru pomimo ryzyka.
- Gotowość do stawienia czoła niebezpieczeństwu[6].

Te cechy psychospołeczne można sprowadzić do: niewrażliwości emocjonalnej, dominacji patriarchalnej, agresywnych lub kontrolujących reakcji na bodźce oraz ambiwalencji wobec kobiet. Machistas uważają, że miejsce kobiety jest w domu, i akcentują przewagę mężczyzn nad kobietami. Postępowanie takie często bywa uzasadnieniem przemocy domowej, a zachowania mieszczące się w pojęciu machista przejawiają się w instrumentalnym traktowaniu kobiet. W Meksyku określenie mężczyzny słowem machista uchodzi za pozytywne – jest tam uważane za dowód uznania. Podobnie postrzega się to pojęcie w wielu krajach Ameryki Środkowej i Południowej. Poza regionem Ameryki Łacińskiej postawa machismo bywa akceptowana, a nawet uznawana za pożądaną, np. w takich krajach jak Rosja czy państwa muzułmańskie.

## Konsekwencje

### Cykl pokoleniowy
Niektórzy uważają, że machismo jest utrwalane poprzez presję na wychowywanie dzieci w określony sposób i zaszczepianie społecznych konstrukcji płci w trakcie rozwoju dziecka. Dochodzi do tego oderwana relacja ojciec-syn, w której zazwyczaj unika się intymności i uczucia. Te aspekty tworzą środowisko, poprzez które ta ideologia jest utrwalana. Stwarza ona poczucie niższości, które napędza chłopców do dążenia do niemożliwego do osiągnięcia poziomu męskości, pościg często potwierdzony przez agresywne i apatyczne zachowania, które obserwują u mężczyzn wokół nich, a co ostatecznie prowadzi ich do kontynuowania cyklu.